# Deezer
A Deezer egy 2007 óta létező francia zenei stream szolgáltató internetes vállalkozás. Netrádióként működik, de emellett előfizetési díj ellenében online musicboxként is. A díjat vállalók lejátszási listákat, vagy szóló darabokat tölthetnek le. Fájlok fel is tölthetők egy saját zenetárba. A Deezer mintegy 90 millió számot, köztük magyar felvételeket is tartalmaz.

## Elérhetőség

A Deezer elérhetősége a földön

A Deezert először 2007-ben Franciaországban indították el. 2011. december 7-én a Deezer, amely addig csak Belgiumban, Franciaországban és az Egyesült Királyságban volt elérhető, bejelentette, hogy a 2011-es évben világszerte bővíti az elérhetőségét, amit 2012-ben is folytatni fog. A vállalat tervei szerint a 2011-es év végéig egész Európára, 2012 januárjáig Amerikára (kivéve az Egyesült Államokat), februárjáig Afrikának és Délkelet-Ázsiának nagy részére, illetve júniusig a világ többi részére (Japán kivételével) is kiterjeszti a szolgáltatást.
2012. március 15-ig a szolgáltatás elérhetővé vált egész Európában, majd április 25-én Ausztráliában, Kanadában és Új-Zélandon is elérhetővé vált a szolgáltatás. Augusztus 15-én a Deezer bejelentette, hogy Indonéziában, Malajziában, Pakisztánban, a Fülöp-szigeteken, Szingapúrban és Thaiföldön is heteken belül elérhetővé válik a szolgáltatás.
2012. október 8-án a vállalat nyilvánosságra hozta, hogy 130 millió dolláros támogatást kapott a további nemzetközi terjeszkedéshez. Két nappal később a cég bejelentette, hogy az elérhetőség 76 új országgal bővült, így a teljes elérhetőség világszerte 160 országra nőtt.
December 21-én a Deezer bejelentette az új szolgáltatását, melynek keretében havonta két órányi ingyenes, hirdetés által támogatott zenét kínál az egész világon, így ez a vállalat lett az első ingyenes zenei streaming szolgáltatás, mely Franciaországon kívül is elérhető.
2012-ben Dauchez, a cég vezérigazgatója azt mondta, hogy a Deezer a szolgáltatás az Egyesült Államokban történő bevezetéséhez keres partnert, aki "képes számunkra jelentős mennyiségű előfizetőt biztosítani", amivel ellensúlyozni lehet a "hihetetlenül magas" költségeket, ami az amerikai piacra való belépéshez szükséges.
2012 decemberében a Deezernek körülbelül hárommillió előfizetője és hétmillió aktív felhasználói bázisa volt, akik 20 millió dalhoz férhettek hozzá.
2013 januárjában a Deezer bejelentette hogy további 22 új országban terjeszkedik Afrikában, Ázsiában, Brazíliában, a Közel-Keleten, illetve a szolgáltatás elérhetővé vált az Egyesült Államokban is, így összesen 182-re nőtt azon országok száma, ahol a szolgáltatás elérhető, viszont az USA-ban csak korlátozott módon. 2016-tól újabb terjeszkedést hajtott végre a Deezer, így a szolgáltatás teljeskörűen elérhetővé vált az USA-ban is, és azóta is világszerte 187 országból használható a szolgáltatás.
2022. április 19-én a Deezer minden csomagjában elérhetővé tette a Hifi hangminőséget, ezzel egyidőben a Deezer Free-t a világ több országában megszüntette, azokban az országokban ahol megszünt a Deezer Free, mostantól Premium fiók szükséges a zenehallgatáshoz.

## Csomagok
A szolgáltatás számos platformon érhető el, 5 csomagban:
| Megnevezés          | Ár                                               | Reklámmentes | Átugrás és tekerés mobilon                                       | Offline mód  | TV, HiFi, és autó támogatás | Google Chromecast támogatás | Felhasználói fiókok száma | Audio minőség (kbit/s)                           |
| ------------------- | ------------------------------------------------ | ------------ | ---------------------------------------------------------------- | ------------ | --------------------------- | --------------------------- | ------------------------- | ------------------------------------------------ |
| Free                | Ingyenes                                         | Nem          | Hat átugrási lehetőség óránként, nem lehet a zenékbe beletekerni | Nem elérhető | Elérhető (korlátozott)      | Elérhető (korlátozott)      | 1                         | MP3 minőség (128 kbit/s)                         |
| Premium             | 1.649 Ft / hónap; 30 nap ingyen                  | Igen         | Korlátlan                                                        | Igen         | Igen                        | Igen                        | 1                         | CD minőség (1411 kbit/s, 16 bit / 44.1 kHz FLAC) |
| Family              | 2.699 Ft / hónap; 30 nap ingyen                  | Igen         | Korlátlan                                                        | Igen         | Igen                        | Igen                        | 6                         | CD minőség (1411 kbit/s, 16 bit / 44.1 kHz FLAC) |
| Student             | 829 Ft / hónap; 30 nap ingyen                    | Igen         | Korlátlan                                                        | Igen         | Igen                        | Igen                        | 1                         | CD minőség (1411 kbit/s, 16 bit / 44.1 kHz FLAC) |
| Premium Éves csomag | 14841 Ft / év; 25% megtakarítás 1.237 Ft / hónap | Igen         | Korlátlan                                                        | Igen         | Igen                        | Igen                        | 1                         | CD minőség (1411 kbit/s, 16 bit / 44.1 kHz FLAC) |

Facebook, Google és Apple ID-n keresztül is be lehet jelentkezni.